# Le Secret (Béclu)
Pour les articles homonymes, voir Le Secret.
Le Secret est une sculpture de René Béclu réalisée en 1913 et installée dans le parc de la Tête d'Or à Lyon, France. Elle est située à proximité de l’entrée du jardin botanique.

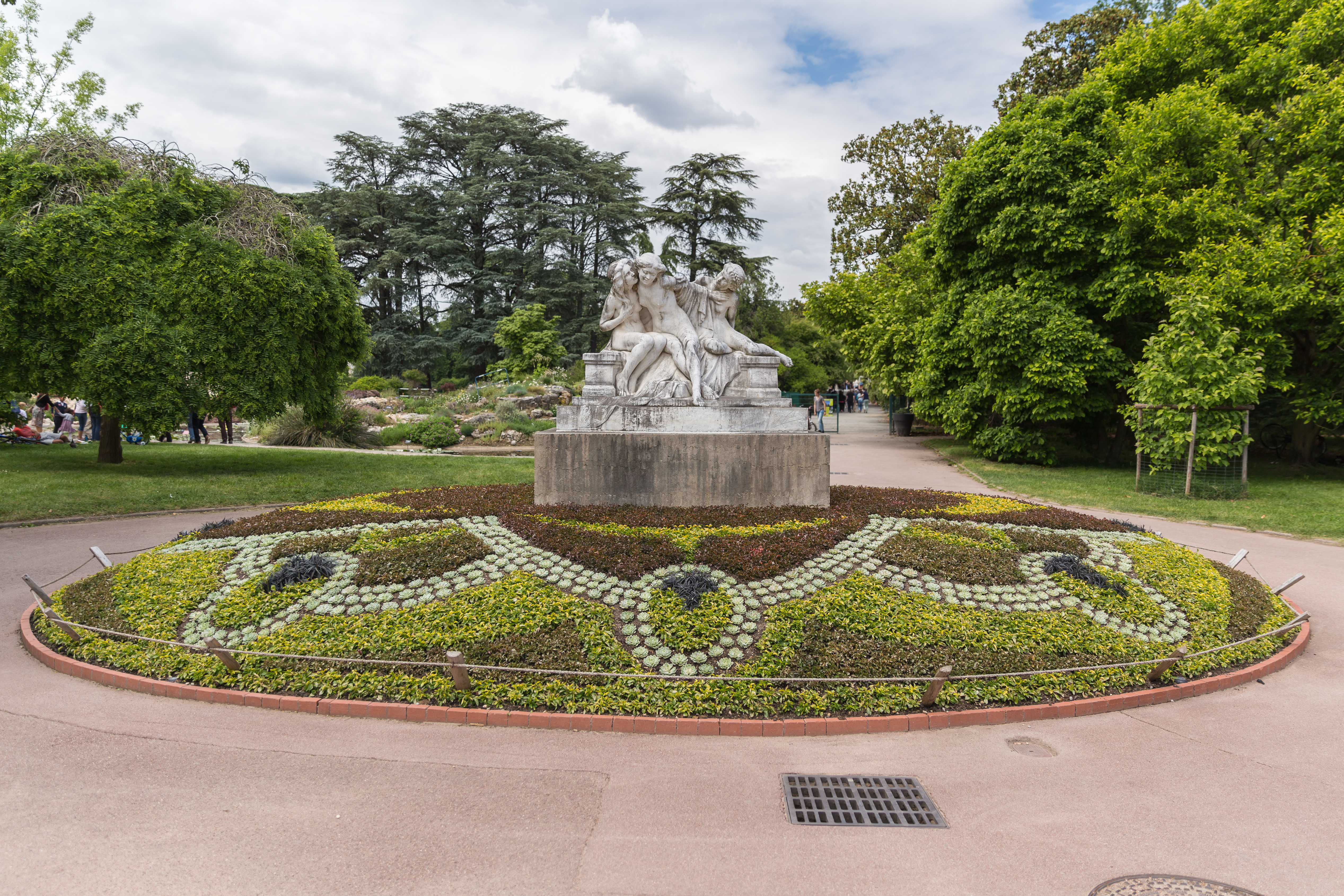
Le Secret, sculpture installée au parc de la Tête d'Or à Lyon.
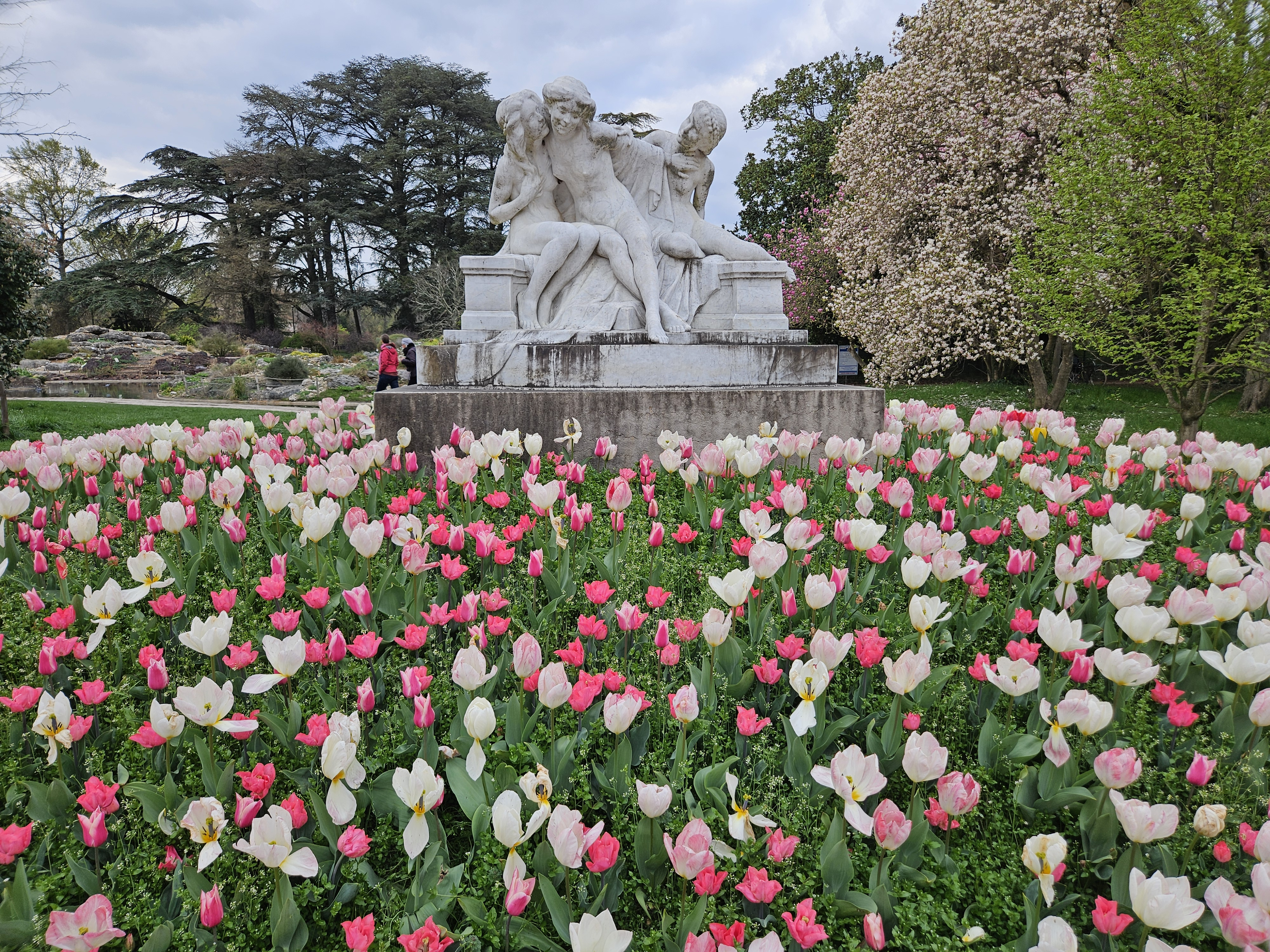
Le Secret, sculpture installée au printemps